# Trichiana
Trichiana è una frazione del comune di Borgo Valbelluna, di cui costituisce un municipio. Si trova in provincia di Belluno, in Veneto.
Già comune autonomo (con frazioni Campedei, Carfagnoi, Casteldardo, Cavassico Inferiore, Cavassico Superiore, Confos, Frontin, Morgan, Pialdier, Pranolz, Sant'Antonio Tortal), il 30 gennaio 2019 si è fuso con i comuni di Lentiai e Mel per costituire il nuovo ente.

## Geografia fisica
Trichiana sorge al centro di un pianoro che si estende tra la riva sinistra del fiume Piave e il versante settentrionale delle Prealpi Bellunesi. È lambita a est dal torrente Tuora, mentre a ovest scorre l'Ardo.

## Origini del nome
Il toponimo è citato per la prima volta nel 1172 come Terkeana, diventa Tricana nel 1237 e assume l'odierna forma Trichiana nel 1286. Secondo Giovan Battista Pellegrini è un prediale derivato dal personale latino Tarquius o dal personale celtico Tricco, Triccus. Improbabile una derivazione da santa Tecla, titolare di una chiesa oggi scomparsa.

## Storia

### Età preistorica
L'uomo comparve nell'attuale territorio di Trichiana già in epoca preistorica, come ha dimostrato la campagna di scavi condotta al Pian Grande di Nareon. I reperti testimoniano una presenza umana costante dal mesolitico (10000 a.C.) sino alla fine dell'età del bronzo (1000 a.C.) e, in particolare, il ritrovamento di selci adatte a un falcetto fanno pensare a una comunità dedita all'agricoltura.
Si colloca nel mesolitico recente (6000-5500 a.C.) il sito di Col di Varda presso Sant'Antonio Tortal, che fa pensare a una frequentazione del passo San Boldo già in epoca antica.
Al Museo civico di Belluno si conserva una chiave rituale in bronzo rinvenuta sul monte Nenz presso Noal, databile all'età del Ferro (VII secolo a.C.) e vicina ai manufatti della cultura di Hallstatt, in Austria. Il reperto potrebbe aver avuto un significato magico-religioso e fa pensare all'esistenza di un luogo sacro; inoltre, rivelerebbe degli scambi tra le civiltà della Valbelluna e quelle dell'Europa centrale.

### Epoca romana
Come per tutto il Veneto, l'arrivo dei Romani nel Bellunese fu graduale e pacifico. I nuovi arrivati costruirono città, realizzarono strade, diedero al territorio un'organizzazione amministrativa e imposero lingua e cultura. Nel corso del I secolo a.C. Belluno e Feltre divennero municipi, ovvero città dotate di una propria struttura amministrativa, con propri governanti e un territorio annesso.
Risale al I secolo d.C. un'urna cineraria individuata all'interno della scomparsa chiesa di Santa Tecla e oggi conservata nel palazzo comunale. Come riporta l'iscrizione sulla stessa, la sepoltura fu realizzata da Precellia Procura per conservare i resti del marito Caio Durenio Secondo, abitante di Oderzo, dove aveva ricoperto cariche amministrative. Il fatto che sia stata specificata l'origine del defunto, fa pensare che la zona non appartenesse al municipio di Oderzo, come si è a lungo pensato, ma che orbitasse già allora attorno a Belluno.
Diversi, inoltre, i ritrovamenti di monete: nel 1912 fu rinvenuta sul passo San Boldo una moneta di un Tolomeo; nel 1944-45 emerse dalla ghiaia del torrente Limana una moneta cartaginese (IV secolo a.C.), usata forse durante la seconda guerra punica per pagare un mercenario celtico; nel 1967 fu rinvenuto un "tesoretto" con 42 denari d'argento del III secolo d.C., che fu forse messo da parte durante l'introduzione di un nuovo conio per conservare vecchie monete più preziose.
Tracce molto più evidenti della presenza romana sono date dai toponimi, che dimostrano l'organizzazione agraria del territorio attraverso la centuriazione e l'assegnazione di poderi: oltre al già citato Trichiana, si ricordano Cavassico (da un proprietario chiamato Capatius o Cavasius), Carfagnoi (da un Carfanius) e Frontin (da Frontinus). Sempre legati alla centuriazione sono alcuni cippi confinari individuati a Col di Frontin, Cavassico Inferiore e Villanova.

### Medioevo
Nel medioevo, pur facendo parte della diocesi di Ceneda con sede in territorio trevigiano, Trichiana rimase sottoposta alla città di Belluno, che alla fine del XII secolo si era costituita in Comune. Fu tuttavia un periodo di grave instabilità politica, che vide anche l'alternarsi di varie signorie (Caminesi, Scaligeri, Carraresi, Visconti), sino al definitivo arrivo della Serenissima.
Di quest'epoca va ricordata la distruzione del Casteldardo, durante la battaglia che oppose i Bellunesi e i Trevigiani per il controllo delle contee di Cesana e Zumelle (fine XII secolo). L'esatta collocazione del fortilizio non è nota, ma doveva trovarsi nei pressi dell'omonima frazione, secondo Giorgio Piloni su un dirupo a picco sul torrente Ardo. L'evento riveste importanza anche dal punto di vista letterario: alla presa del castello si riferiscono i quattro versi del cosiddetto "ritmo bellunese", una delle più antiche testimonianze del volgare locale.
Quest'epoca vide anche la formazione, nel contado, delle cosiddette Regole, con cui veniva garantita ai villaggi una forma di autogoverno mediante i capifamiglia riuniti in assemblea. Un documento del 1424 ci offre un elenco delle regole che facevano riferimento alla pieve di San Felice: Pialdier, Cavassico, Trichiana, Casteldardo, Carfagnoi, Frontin e Morgan.

### Epoca veneziana
La prima dedizione di Belluno alla Repubblica di Venezia risale al 1404. Ne seguì una breve parentesi in cui governò il futuro imperatore Sigismondo d'Ungheria, ma tornò alla Serenissima nel 1420, rimanendovi ininterrottamente sino al 1797.
Venezia insediò a Belluno un proprio podestà, ma mantenne buona parte delle cariche e degli statuti locali, comprese le Regole: nell'Archivio notarile di Belluno si conservano ancora i manoscritti con la "carta di Regola" di Cavassico (1577) e di Pialdier (1601).
Con la fine della guerra della Lega di Cambrai, iniziò un lungo periodo di pace e relativa prosperità che si protrasse sino alla caduta della Repubblica.

### Ottocento
I primi dell'Ottocento videro l'avvicendarsi delle amministrazioni austriaca e francese, che portarono nuove organizzazioni amministrative. Con il Decreto Napoleonico del 1807 venne istituito il comune di Trichiana, inquadrato nel dipartimento della Piave, nel distretto di Belluno e nel cantone di Belluno.

Territorio dell'ex comune di Trichiana nella provincia di Belluno

Con il congresso di Vienna il Veneto tornò definitivamente austriaco. Fu istituita la provincia di Belluno, suddivisa in otto distretti (Trichiana dipendeva da quello di Mel). Nel 1866, al termine della terza guerra d'indipendenza, anche Trichiana entrò a far parte del Regno d'Italia.

### Novecento
Durante la Grande Guerra, il momento più difficile fu quello seguito alla disfatta di Caporetto. Le truppe italiane, ritiratesi sul monte Grappa e al di là del Piave, lasciarono la Valbelluna all'occupazione degli Imperi Centrali. I soldati austro-ungarici si abbandonarono al saccheggio: depredarono ville e abitazioni, occuparono chiese, spogliarono i negozi e requisirono opere d'arte. La liberazione giunse solo l'anno successivo, con la battaglia di Vittorio Veneto.
Nel 1930 venne inaugurato il ponte San Felice che, superando il Piave presso l'omonima località, permise un collegamento più rapido tra Trichiana e la riva opposta. Prima di allora esisteva solo un traghetto, che già nei tempi più antichi era parte del percorso che collegava la pianura veneta all'Europa centrale attraverso il passo San Boldo.
Durante la seconda guerra mondiale, dopo l'armistizio di Cassibile, la provincia di Belluno fu annessa al Terzo Reich. Grande fu il sacrificio del Comune, che vide molti dei suoi abitanti giustiziati e deportati nei lager, mentre altri prendevano parte alla Resistenza partigiana. A memoria di questi sacrifici, nel 1973 vennero consegnate le medaglie d'argento al valor militare ai quattro fratelli Felice, Gervasio, Antonio e Giuseppe Schiocchet e nel 1987 la medaglia di bronzo al valor militare al Comune.
Il Novecento fu anche il secolo dell'emigrazione, iniziata già alla metà dell'Ottocento attratta dai cantieri stradali e ferroviari dell'Impero Austro-Ungarico. Il fenomeno continuerà, a più riprese, sino al secondo dopoguerra, quando i flussi si indirizzavano verso la Svizzera e altri paesi europei.

### Simboli
Lo stemma e il gonfalone di Trichiana erano stati concessi con regio decreto del 12 aprile 1939.
Il gonfalone era un drappo di azzurro.

### Onorificenze
Trichiana è tra le città decorate al valor militare per la guerra di liberazione, insignito nel 1987 della medaglia di bronzo al valor militare per i sacrifici delle sue popolazioni e per l'attività nella lotta partigiana durante la seconda guerra mondiale :

## Monumenti e luoghi d'interesse
Il centro di Trichiana si articola attorno alla piazza dedicata a Toni Merlin, dove si affacciano la chiesa di Santa Maria, originaria del 1400 ma di fattezze odierne risalenti alla fine del Settecento, e il palazzo comunale del 1870.

### Chiesa di Santa Maria Assunta e San Felice
È la chiesa parrocchiale di Trichiana, dipendente dalla diocesi di Vittorio Veneto (ex diocesi di Ceneda).
La storia ecclesiastica di Trichiana è nota a partire da un documento 1204, quando viene nominata la pieve di San Felice. Questa, tuttora esistente, si trova nell'omonima frazione, nei pressi del guado sul Piave posto lungo l'itinerario che, attraverso il passo San Boldo, collegava la pianura veneta all'Europa centrale. In quello stesso documento i trevigiani rivendicano per sé i territori della pieve in quanto, pur trovandosi nel contado bellunese, dipendeva dal punto di vista ecclesiastico dal vescovo di Ceneda.
Nel XV secolo si ha la prima notizia di un oratorio intitolato a Santa Maria, collocato presso la villa di Trichiana. Data la posizione più centrale, col tempo cominciò ad assorbire le funzioni della vecchia pieve di San Felice e nel 1510 risulta essere pieve a pieno titolo. Tuttavia, a causa delle sue anguste dimensioni, verso la metà del Seicento se ne decise la ricostruzione. I lavori si protrassero a lungo: nel 1787 non era ancora terminata. Fu consacrata il 25 settembre 1825 dal vescovo Jacopo Monico ed assunse i titoli di entrambe le chiese.
All'interno dell'edificio sono conservate numerose opere di pregio. Tra tutte, spicca la pala dell'altare maggiore, con la Madonna con Bambino tra i santi Tiziano e Bernardino è di Giovanni da Mel (1543), mentre sugli altri altari si trovano le pale raffiguranti la Madonna con i santi Pietro e Paolo di Antonio Federici (uno dei maestri di Valentino Besarel, XIX secolo), la Madonna con san Giovanni Battista e un santo vescovo e la Madonna del Rosario con san Domenico e santa Rosa (entrambe di anonimo settecentesco). Si ricordano, inoltre, una statua marmorea di Sant'Ignazio di Loyola (di ignoto, datata 1728), già esposta nella chiesa del collegio dei gesuiti di Belluno, e gli affreschi sul soffitto della navata, con la Gloria della Vergine e di san Felice e le Quattro virtù cardinali, attribuiti a Giambattista Canal (inizi XIX secolo). Gli arredi lignei, in noce, sono stati realizzati nell'Ottocento su disegno dell'architetto Giuseppe Segusini e di grande interesse è anche il fonte battesimale, realizzato in marmo con copertura in legno, dallo scultore zumellese Lorenzo Brisighella (fine Cinquecento). Lavori più recenti sono gli affreschi di Lino Dinetto (1949) e le statue di Raffaele Piazza (Otto-Novecento).

### Biblioteca comunale
La Biblioteca comunale di Trichiana è stata inaugurata nel 1974 ed è dedicata a Enrico Merlin (1937-1971), libraio trichianese prematuramente scomparso.

## Società

### Evoluzione demografica
Abitanti censiti

## Infrastrutture e trasporti
Il paese è raggiungibile dalla S.P. 1 della Sinistra Piave e dalla S.R. 635 del Passo San Boldo.

## Amministrazione
| Periodo        | Periodo         | Primo cittadino   | Partito                             | Carica  | Note |
| -------------- | --------------- | ----------------- | ----------------------------------- | ------- | ---- |
| 2004           | 2009            | Fiorenza Da Canal | lista civica                        | sindaco |      |
| 2009           | 26 maggio 2014  | Giorgio Cavallet  | lista civica                        | sindaco |      |
| 26 maggio 2014 | 30 gennaio 2019 | Fiorenza Da Canal | lista civica Lavorare per Trichiana | sindaco |      |

### Gemellaggi
- Saubens[13]